# Fadumo Ahmed Dhimbiil

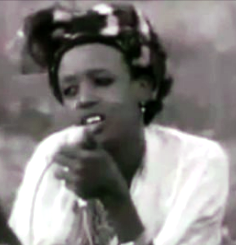
Fadumo Ahmed Dhimbiil

Fadumo Ahmed Dhimbiil (Somali Faadumo Axmed Dhimbiil; geb. 1948 in Dschibuti, Französisch Somaliland; gest. 24. Mai 2018 in der Türkei) war eine dschibutische Dichterin, Sängerin und Songwriterin.

## Leben und Wirken
Fadumo Ahmed Dhimbiil wurde 1948 in Dschibuti, Französisch Somaliland, geboren. Sie lebte mit ihrer Familie in Quartier 6. 1967, im Alter von 19 Jahren, ging sie nach Mogadischu, Somalia, wo sie auf Mohamed Ibrahim Warsame Hadraawi, Jama Saleban Tubeec, Mohamed Jama Ilkacase und Mohamed Said Baandey traf. Sie führte Regie in einem Theaterstück mit Abdirahman Hassan Sheikh (Abu Dhabi), Mohamed Said Baandey, Asli Khatre Gabon und Jama Dub Dubhi und die Gruppe tourte von Baidoa über Beledweyne, Galkayo, Qardho, Burao bis zur Rückkehr nach Mogadischu. Sie kehrte 1975 nach Dschibuti zurück. 1976 verfasste der Dichter Ibrahim Gadhle ein Theaterstück „Nationaler Kampf und Elend“ („National Struggle and Misery“), in dem die Menschen von Dschibuti die Unabhängigkeit vom französischem Kolonialismus wollen. 1978 arbeitete sie auch mit der Band Gaan Maan unter der Führung des Dichters Aden Farah Samatar seit 1971. Sie zog in den 1990ern in die Niederlande und dann ins Vereinigte Königreich. Letztlich kehrte sie 2004 nach Dschibuti zurück.
Am 24. Mai 2018 starb Dhimbiil in der Türkei. Sie wurde am 25. Mai 2018 in Dschibuti beigesetzt.